# GRID 2
GRID 2  est le jeu de course développé par Codemasters et sorti le 28 mai 2013 en Amérique du Nord et le 31 mai 2013 en Europe sur Playstation 3, Xbox 360 et PC. Le jeu est également rétrocompatible sur Xbox One depuis le 21 mars 2016.

## Système de jeu
Le jeu comprend de nombreux lieux et villes du monde réel tels que Paris. Il comprend également les véhicules à moteur couvrant quatre décennies. En outre, il inclut un nouveau système de traitement que le développeur Codemasters a baptisé TrueFeel, qui vise à trouver un juste milieu entre réalisme et accessibilité. Les courses n'incluent pas une vue du poste de pilotage à la première personne. Le mode de jeu populaire Drift a été présenté dans un aperçu du jeu par Codemasters.
Certaines voitures sont données aux pilotes avant certains modes de course et peuvent en débloquer d’autres par le biais de défis. Les couleurs des voitures peuvent être personnalisées par le joueur, en utilisant des graphismes prédéfinis adaptés aux couleurs ou aux nuances.

### World Series Racing
World Series Racing (WSR) est un événement hautement compétitif qui se déroule sur différentes pistes de différents continents à travers le monde. Il comporte également un mode appelé LiveRoutes où la piste de circuit change de manière dynamique sans carte de piste. Il propose des types de course comprenant différent mode:
- Course
- Contre la montre
- Dérive
- Élimination
- Point de contrôle
- Touge
- Défis de véhicule

Un joueur assume le rôle d'un nouveau pilote recruté par Patrick Callahan, un investisseur, pour aider à lancer le WSR en défiant les pilotes de clubs de course. Gagner des courses contre des pilotes de clubs établis en Amérique du Nord, en Europe et en Asie attire davantage de fans pour la série et amène des pilotes de ces clubs à accepter de rejoindre le WSR.

## Voitures
- -  Alfa Romeo
- Alfa Romeo 4C
- Alfa Romeo Giulietta
- Alfa Romeo 8C Competizione
  -  Ariel
- Ariel Atom
  -  Aston Martin
- Aston Martin One-77
- Aston Martin Vanquish
- Aston Martin V12 Zagato
  -  Audi
- Audi R8 LMS
- Audi RS5
- Audi TT-RS Roadster
  -  BAC
- BAC Mono
  -  BMW
- BMW 1 M Coupe
- BMW 320si WTCC
- BMW E30 M3
- BMW E92 M3
  -  Bugatti
- Bugatti Veyron Super Sport
  -  Caterham
- Caterham SP/300.R
  -  Chevrolet
- Chevrolet Camaro Mk.II
- Chevrolet Camaro Mk.V
- Chevrolet Corvette C6
- Chevrolet Cruze WTCC
  -  Dallara
- Dallara DW12 IndyCar
  -  Dodge
- Dodge Challenger SRT8
- Dodge Charger R/T
  -  Ford
- Ford F-150 SVT Raptor
- Ford Focus ST MkIII
- Ford Mustang MkI
- Ford Mustang MkV
  -  Honda
- Honda NSX-R
- Honda S2000
  -  Hyundai
- Hyundai Genesis Coupé
  -  Jaguar
- Jaguar XKR-S Mk.II
  -  Koenigsegg
- Koenigsegg Agera R
  -  KTM
- KTM X-Bow R
  -  Mazda
- Mazda RX-7
  -  McLaren
- McLaren F1 GT
- McLaren MP4-12C
- McLaren MP4-12C GT3
  -  Mercedes-Benz
- Mercedes-Benz 190 E Evolution II
- C63 AMG
- SL65 AMG
- Mercedes-Benz SLR McLaren
- Mercedes Benz SLR McLaren 722 GT
- Mercedes-Benz SLS AMG GT3
  -  Nissan
- Nismo Skyline GT-R R34
- Nissan 370Z Roadster
- Nissan Fairlady Z
- Nissan GT-R
- Nissan Silvia S15
  -  Pagani
- Pagani Huayra
  -  SRT
- SRT Viper GTS
  -  Subaru
- Subaru BRZ
  -  Volkswagen
- Volkswagen Golf R
- Volkswagen Scirocco
  -  Volvo
- Volvo S60 BTCS
  -  Zenvo
- Zenvo ST1

## Circuits
- -  Algarve
- Club Circuit (jour)
- GP Circuit (jour)
- National Circuit (jour)
- Sport Circuit (jour)
  -  Barcelone
- Columbus Bay (coucher de soleil)
- Columbus Pass (jour et nuit)
- Fountain Loop (coucher de soleil)
- High Street (jour et nuit)
- Liveroutes (jour)
- Marine Gate (jour et nuit)
- Memorial Gate (jour et nuit)
  -  Brands Hatch
- GP Circuit (précommande) (jour)
- GP Circuit Reversed (précommande) (jour)
- Indy Circuit (jour)
- Indy Circuit Reversed (jour)
  -  Californie
- Big Sur (jour et nuit)
- Bixby Pass (jour et nuit)
- Pacific Way (coucher de soleil)
- Pebble Beach Drive (jour et nuit)
- Redwood Approach (jour et nuit)
  -  Chicago
- Lake Shore Point (jour et nuit)
- LiveRoutes (jour)
- Marina City (coucher de soleil)
- Riverside (coucher de soleil)
- The Loop (jour et nuit)
- Underpass Ring (jour et nuit)
- Wabash Run (jour et nuit)
  -  Côte d'Azur
- Cabrillo Highway (coucher de soleil)
- La Turbie (jour et nuit)
- Leopolda (jour et nuit)
- Route d’Azur (jour et nuit)
- Route De Corniche (coucher de soleil)
- Saint-Laurent (jour et nuit)
  -  Dubaï
- Al Sufouh Strip (jour et nuit)
- Hattan Way (coucher de soleil)
- Gulf Approach (jour et nuit)
- Jumeirah Beach (jour et nuit)
- LiveRoutes (jour)
- Nakheel Vista (jour et nuit)
- Orra Quay Loop (coucher de soleil)
  -  Hong Kong
- Ap Lei Chau (coucher de soleil)
- Kowloon Climb (jour et nuit)
- Magazine Gap (jour et nuit)
- Peak Road Descent (jour et nuit)
- Pok Fu Lam (coucher de soleil)
- Wan Chai Gap (jour et nuit)
  - Indianapolis Motor Speedway
- GP Circuit (jour)
- Infield Circuit (jour)
- North Circuit (précommande) (jour)
- Oval Circuit (précommande) (jour)
- Sport Circuit (jour)
  -  Miami
- Art Deco Loop (coucher de soleil)
- Causeway Approach (jour et nuit)
- Collins Park Ring (jour et nuit)
- Downtown Speedway (jour et nuit)
- LiveRoutes (jour)
- Ocean Drive (coucher de soleil)
- South Point Bay (jour et nuit)
  -  Okutama
- Mizu Mountain (jour et nuit)
- Sakura Pass (coucher de soleil)
- Shinto Shrine (jour et nuit)
- Tatsu Valley (jour et nuit)
- Tenshi Way (jour et nuit)
- Torii Rush (coucher de soleil)
  -  Paris
- Arc De Triomphe (jour et nuit)
- Avenue De New-York (jour et nuit)
- Champs Elysees (coucher de soleil)
- Circuit De La Seine (jour et nuit)
- Le Trocadero (coucher de soleil)
- LiveRoutes (jour)
- Pont De L’alma (jour et nuit)
  -  Circuit Red Bull
- GP Circuit (jour)
- GP Circuit Reversed (jour)
- North Circuit (jour)
- North Circuit Reversed (jour)
- South Circuit (jour)
- South Circuit Reversed (jour)
  -  Yas Marina
- Championship Circuit (jour en précommande et nuit)
- GP Circuit (jour en précommande et nuit)
- International Circuit (jour en précommande et nuit)
- Paddock Circuit (jour en précommande et nuit)
- South Circuit (jour en précommande et nuit)[3]